# Abu Sahl al-Quhi
Abu Sahl Waidschan ibn Rustam al-Quhi, auch al-Kuhi Amoli (arabisch أبو سهل ويجن بن رستم القوهي, DMG Abū Sahl Waiǧan b. Rustam al-Qūhī; persisch ابوسهل بیژن کوهی, DMG Abū-Sahl Bīžan Kūhī; * um 940 aus Quh in Tabaristan, heute Iran; † um 1000) war ein persischer Astronom und Mathematiker.
Al-Quhi bedeutet aus Quh, einem Dorf in Tabaristan Amol.
Al-Quhi war neben Abu l-Wafa und as-Sidschzi ein bedeutender Astronom und Mathematiker, der in der Zeit der Machtübernahme der Buyiden-Dynastie an deren Hof in Bagdad lebte. 969/970 machte er mit as-Sidschzi und anderen auf Anordnung des Kalifen Adud ad-Daula Beobachtungen der Winter- und Sommersonnenwende in Schiraz. Auch unter dem Nachfolger-Kalifen Scharaf ad-Daula (der ab 983 regierte) war er am Hof in Bagdad und machte auf Anordnung des Kalifen in einem neu erbauten Observatorium (das 988 eingeweiht wurde) im Palastgarten des Kalifen in Bagdad Planetenbeobachtungen. Nur ein Jahr später schloss das Observatorium mit dem Tod des Kalifen, die eine Zeit des Niedergangs der Dynastie einleitete.

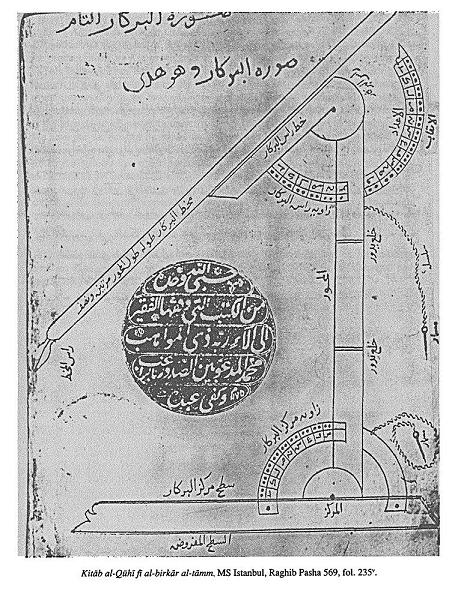
Der perfekte Kompaß

Bekannt ist al-Quhi vor allem für seine Arbeiten in Geometrie, in welchen er die Tradition der antiken griechischen Mathematiker fortsetzte, neben Euklid unter anderem Apollonius und Archimedes. Beispielsweise löste er ein Problem ähnlich den von Archimedes in seiner Abhandlung über Kugel und Zylinder gestellten Problemen: man finde zu gegebenen Kugelsegmenten A, B ein Kugelsegment mit gleichem Volumen wie B und gleicher Fläche wie A. Die Lösung verwendet den Schnitt einer Hyperbel mit einer Parabel. Er vervollständigte auch die Konstruktion des regulären Heptagons in einer im Arabischen überlieferten, auf Archimedes zurückgehenden Abhandlung. Ein weiteres Problem, das er löste, war das Einschreiben eines gleichseitigen Pentagons in ein Quadrat, was auf die Lösung einer Gleichung 4. Grades führt. Er schrieb auch eine Abhandlung über das Astrolabium, in der er einige schwierige Abbildungsprobleme löste, und eine Abhandlung über den perfekten Kompass, einem Gerät zur Konstruktion von Kegelschnitten mit Anwendung auf die Konstruktion von Astrolabien und Sonnenuhren.
Von al-Quhi ist auch die Korrespondenz mit dem hochgestellten Beamten Abu Ishaq as-Sabi erhalten, der sich für Mathematik interessierte.